# Северовирджинская армия во втором сражении при Булл-Ран
В августе 1862 года Северовирджинская армия генерала Ли насчитывала 55 000 человек (или 54 000), но дивизии Маклоуза и Даниеля Хилла были оставлены в Ричмонде, поэтому время второго сражения при Бул-Ран на поле боя присутствовало 48 000 или 50 000 человек. Они были разделены на два крыла, которыми командовали Джеймс Лонгстрит и Томас Джексон.

## Северовирджинская армия
Командующий: генерал Роберт Ли

### Правое крыло
Командующий: генерал-майор Джеймс Лонгстрит
Дивизия генерал-майор Ричарда Андерсона
- Бригада Льюиса Армистеда
  - 9-й Вирджинский пехотный полк: подп. Джеймс Гиллиам
  - 14-й Вирджинский пехотный полк: полковник Джеймс Ходжес
  - 38-й Вирджинский пехотный полк: полковник Эдвард Эдмондс
  - 53-й Вирджинский пехотный полк: подп. Джон Граммар
  - 57-й Вирджинский пехотный полк: подп. Дэвид Диер
  - 5-й Вирджинский батальон
- Бригада Уильяма Махоуна
  - 6-й Вирджинский пехотный полк: полк. Джордж Роджерс
  - 12-й Вирджинский пехотный полк: полк. Дэвид Вайсигер[англ.]
  - 16-й Вирджинский пехотный полк: полк. Чарльз Крамп (уб.)
  - 41-й Вирджинский пехотный полк: подп. Уильям Пархам
- Бригада Эмброуза Райта
  - 44-й Алабамский пехотный полк: подполковник Чарльз Дерби (р.)
  - 3-й Джорджианский пехотный полк: майор Александр Монтгомери
  - 22-й Джорджианский пехотный полк:
  - 48-й Джорджианский пехотный полк:
- Артиллерия полковника Стивена Ли:
  - Brooks Artillery: лейт. Уильям Эллиот
  - Ashland Artillery: кап. Пичегру Вулфолк Мл.
  - Bath Artillery: кап. Джон Эубенк
  - Bedford Artillery: кап. Тайлер Джордан
  - Portsmouth  Artillery: лейт. Томас Оакхам
  - Parker's Battery: кап. Уильям Паркер

Дивизия бригадного генерала Дэвида Джонса
- Бригада Роберта Тумбса (До 30 августа Тумбс находился под арестом и бригадой командовал Генри Беннинг)
  - 2-й Джорджианский пехотный полк: подполковник Уильям Холмс
  - 15-й Джорджианский пехотный полк: полковник Уильям Милликен
  - 17-й Джорджианский пехотный полк: май. Джон Пикетт (р.), кап. Огастус Джонс (уб.), кап. Хайрем Френч
  - 20-й Джорджианский пехотный полк: май. Джеймс Уодделл
- Томаса Дрейтона
  - 50-й Джорджианский пехотный полк:
  - 51-й Джорджианский пехотный полк
  - Легион Филипса
  - 15-й Южнокаролинский пехотный полк:
  - 3-й Южнокаролинский батальон:
- Бригада Джорджа Андерсона
  - 1-й Джорджианский пехотный полк (регулярный): полковник Уильям Мэгилл (р), кап. Ричард Уэйн
  - 7-й Джорджианский пехотный полк: полковник Джордж Кармайкл
  - 8-й Джорджианский пехотный полк: полковник Джон Тоуэрс
  - 9-й Джорджианский пехотный полк: подполковник Джон Моугер (р)
  - 11-й Джорджианский пехотный полк: май. Френсис Литтл[3]

Дивизия бригадного генерала Кадмуса Уилкокса
- Бригада Уилкокса 
  - 8-й Алабамский пехотный полк: май. Хилари Гербертa[англ.]
  - 9-й Алабамский пехотный полк: май. Джере Уильямс
  - 10-й Алабамский пехотный полк: май. Джон Колдуэлл
  - 11-й Алабамский пехотный полк: кап. Джон Сандерс[англ.]
  - Thomas Artillery: кап. Эдвин Андерсон
- Бригада Роджера Приора
  - 14-й Алабамский пехотный полк: майор Джеймс Брум
  - 2-й Флоридский пехотный полк:
  - 5-й Флоридский пехотный полк:
  - 8-й Флридский пехотный полк:
  - 3-й вирджинский пехотный полк: полковник Джозеф Майо
  - Donaldsonville Artillery: кап. Виктор Моурин
- Бригада бригадного генерала Уинфилда Фетерстоуна
  - 12-й Миссисипский пехотный полк:
  - 16-й Миссисипский пехотный полк: полк. Кэрнот Посей
  - 19-й Миссисипский пехотный полк:
  - 2-й Мисисипский батальон
  - Dixie Artillery: кап. Уильям Чапман

Дивизия бригадного генерала Джона Худа
- Техасская бригада Джона Худа
  - 18-й Джорджианский пехотный полк: полковник Уильям Уоффорд
  - Легион Хэмптона: подполковник Мартин Гэри
  - 1-й Техасский пехотный полк: подполковник Филип Уорк
  - 4-й Техасский пехотный полк: подполковник Бенжамин Картер
  - 5-й Техасский пехотный полк: полковник Жером Робертсон(р.), кап. Кинг Брайан (р.)
- Бригада Уайтинга, под ком. полковника Эвандера Лоу
  - 4-й Алабамский пехотный полк: подп. Оуэн Маклемор
  - 2-й Миссисипский пехотный полк: полковник Джон Стоун
  - 11-й Миссисипский пехотный полк: полк. Филип Лидделл
  - 6-й северокаролинский пехотный полк: майор Роберт Уэбб
- Артиллерия Башрода Фробела
  - Rowan Artillery: кап. Джеймс Рейли
  - German Artillery: кап. Уильям Башман
  - Palmetto  Artillery: кап. Хью Гарден

Дивизия бригадного генерала Джеймса Кемпера
- Бригада Кемпера (под командованием Монтгомери Корсе)
  - 1-й Вирджинский пехотный полк: подп. Фредерик Скиннер (р)
  - 7-й Вирджинский пехотный полк: полк. Уоллер Паттон (р.)
  - 11-й Вирджинский пехотный полк: май. Адам Клемент
  - 17-й Вирджинский пехотный полк: подполк. Мортон Мери (р.)
  - 24-й Вирджинский пехотный полк: полковник Уильям Терри
- Бригада Мики Дженкинса
  - 1-й Южнокаролинский (Добровольческий): полковник Томас Гловер (уб.)
  - 2-й Южнокаролинский винтовочный полк:
  - 5-й Южнокаролинский пехотный полк:
  - 6-й Южнокаролинский пехотный полк:
  - 4-й Южнокаролинский батальон:
  - Снайпера Пальметто: полк. Джозеф Уокер
- Бригада Пикетта (под ком. Эппы Хантона)
  - 8-й Вирджинский пехотный полк: подп. Норборн Беркели
  - 18-й Вирджинский пехотный полк: май. Джордж Кейбелл
  - 19-й Вирджинский пехотный полк: полк. Джон Стрендж
  - 28-й Вирджинский пехотный полк: полк. Роберт Аллен
  - 56-й Вирджинский пехотный полк: полк. Уильям Стюарт
- Артиллерия:

Отдельная бригада генерала Натана Эванса
- 17-й Южнокаролинский пехотный полк: полковник Фитц Макмастер
- 18-й Южнокаролинский пехотный полк: полковник Уильям Уоллес
- 22-й Южнокаролинский пехотный полк: май. Миель Хилтон
- 23-й Южнокаролинский пехотный полк: лейт. Уайт
- Легион Холкомба: полковник Питер Стивенс

Артиллерийский резерв правого крыла под командованием Джеймса Уалтона
- 141-й полк полевой артиллерии
  - 1-я рота: кап. Чарльз Скваерс
  - 2-я рота: кап. Джон Ричардсон
  - 3-я рота: кап. Маррит Миллер
  - 4-я рота: кап. Бенжамин Эшлеман
- Отдельные батареи
  - Turner Artillery
  - Moorman's Battery: кап. Марселлас Мурман
  - Norfolk Artillery: кап. Френк Хьюджер

### Левое крыло
Командующий: генерал-майор Томас Джексон
Шеф артиллерии: Степлтон Кратчфилд
Дивизия Джексона (под командованием Уильяма Тальяферро)
- Бригада Чарльза Уиндера (под ком. полковника Уильяма Бейлора)
  - 2-й Вирджинский пехотный полк: подполковник Лоусон Боттс (уб.) кап. Джон Рован
  - 4-й Вирджинский пехотный полк: подполковник Роберт Гарднер
  - 5-й Вирджинский пехотный полк: май. Азаэль Уильямс
  - 27-й Вирджинский пехотный полк: полк. Эндрю Григсби
  - 33-й Вирджинский пехотный полк: полк. Джон Нефф (уб.), кап. Джордж Хьюстон
- Бригада Джона Джонса (под ком. полковника Брэдли Джонсона) 
  - 21-й Вирджинский пехотный полк: кап. Уильям Уитчер
  - 42-й Вирджинский пехотный полк: кап. Джон Пенн
  - 48-й Вирджинский пехотный полк: лейт. Вирджиниус Дэбни
  - 1-й вирджинский батальон: майор Джон Седдон
- Бригада Тальяферро (под ком. полковника Александра Тальяферро)
  - 47-й Алабамский пехотный полк: полковник Джеймс Джексон, майор Жеймс Кэмпбелл
  - 48-й Алабамский пехотный полк: полковник Джеймс Шеффилд
  - 10-й Вирджинский пехотный полк:
  - 23-й Вирджинский пехотный полк:
  - 37-й Вирджинский пехотный полк: подполковник Джон Терри (р)
- Бригада Уильяма Старка:
  - 1-й Луизианский пехотный полк:
  - 2-й Луизианский пехотный полк: полковник Джессе Уильямс
  - 9-й Луизианский пехотный полк: полковник Лерой Стаффорд
  - 10-й Луизианский пехотный полк: подполк. Уильям Спенсер (уб.)
  - 15-й Луизианский пехотный полк: полковник Эдмунд Пендлетон
  - Батальон Коппенса: май. Джордж Коппенс
- Артиллерия майора Линдси Шумахера
  - Baltimore Artillery (Мэриленд): кап. Джон Брокенбро
  - Alleghany Artillery (Вирджиния): лейтенант Джозеф Карпентер
  - Danville Artillery (Вирджиния): кап. Джордж Вудинг
  - Cutshaw's Battery (Вирджиния): кап. Уильям Катшоу
  - Rice's Battery (Вирджиния): кап. Уильям Райс
  - Hampden Artillery (Вирджиния): кап. Уильям Каски
  - Lee Artillery (Вирджиния): кап. Чарльз Рейн
  - Rockbridge Artillery (Вирджиния): кап. Уильям Поуг
  - Winchester Artillery (Вирджиния): лейт. Дэвид Бартон

«Лёгкая дивизия», генерал Эмброуз Хилл
- Бригада Лоуренса Бранча
  - 7-й северокаролинский пехотный полк: кап. Роберт Макрей
  - 18-й северокаролинский пехотный полк: подполковник Томас Парди
  - 28-й северокаролинский пехотный полк: полковник Джеймс Лэйн,
  - 33-й северокаролинский пехотный полк: подполковник Роберт Хук[англ.]
  - 37-й северокаролинский пехотный полк: полк. Уильям Барбур
- Бригада Уильяма Пендера
  - 16-й северокаролинский пехотный полк: кап. Лерой Стоув (р.)
  - 22-й северокаролинский пехотный полк: май. Кристофер Коль
  - 34-й северокаролинский пехотный полк: полк. Ричард Риддик
  - 38-й северокаролинский пехотный полк: кап. Джон Эшфорд
- Бригада Эдварда Томаса (находилась в Харперс-Ферри и не участвовала в сражении)
  - 14-й Джорджианский пехотный полк: полк. Роберт Фолсом
  - 35-й Джорджианский пехотный полк:
  - 45-й Джорджианский пехотный полк: май. Вашингтон Грайс
  - 49-й Джорджианский пехотный полк: подп. Сиборн Мэннинг
- Бригада Макси Грегга
  - 1-й Южнокаролинский пехотный полк: май. Эдвард Макгреди (р.), кап. Джордж Маккрери
  - 1-й Южнокаролинский винтовочный полк: полк. Фостер Маршалл (уб.), подп. Дениель Ледбеттер (уб.), кап. Джозеф Нортон
  - 12-й Южнокаролинский пехотный полк: полковник Диксон Барнс
  - 13-й Южнокаролинский пехотный полк: полковник Оливер Эдвардс (р.)
  - 14-й Южнокаролинский пехотный полк: полк. Самуэль Макгован (р.), подп. Уильям Симпсон
- Бригада Джеймса Арчера
  - 5-й Алабамский батальон: кап. Томас Буш (уб.), кап. Чарльз Хупер
  - 19-й Джорджианский пехотный полк: кап. Френк Джонстон
  - 1-й Теннессийский (Временной армии): полк. Питер Терней
  - 7-й Теннессийский пехотный полк: май. Самуэль Шепард
  - 14-й Теннессийский пехотный полк: полк. Уильям Форбс (уб.), май. Джеймс Локерт
- Бригада Чарльза Филда
  - 40-й вирджинский пехотный полк: полк. Джон Брокенбро
  - 47-й вирджинский пехотный полк: полк. Роберт Майо
  - 55-й вирджинский пехотный полк: полк. Фрэнк Мэллори
  - 22-й вирджинский батальон:
- Артиллерия подполковника Линдси Уокера
  - Branch Artillery: лейт. Джон Поттс
  - Pee Dee Artillery: кап. Дэвид Макинтош
  - Crenshaw's Battery: кап. Уильям Греншоу
  - Fredericksburg Artillery: кап. Картер Бракстон
  - Letcher Artillery: кап. Гринли Дэвидсон
  - Middlesex Artillery: лейт. Уильям Харди
  - Purcell Artillery: кап. Уильям Пеграм

Дивизия Ричарда Юэлла (после 28 августа под командованием Александра Лоутона)
- Бригада Лоутона (под ком. полковника Марселлуса Дугласа)
  - 13-й Джорджианский пехотный полк: полк. Марселлус Дуглас
  - 26-й Джорджианский пехотный полк
  - 31-й Джорджианский пехотный полк:
  - 38-й Джорджианский пехотный полк:
  - 60-й Джорджианский пехотный полк: май. Томас Берри
  - 61-й Джорджианский пехотный полк:
- Бригада Исака Тримбла (после его ранения - под ком. кап. Уильяма Брауна) 
  - 15-й Алабамский пехотный полк: май. Александр Лоутер
  - 12-й Джорджианский пехотный полк: кап. Уильям Браун
  - 21-й Джорджианский пехотный полк: кап. Томас Гловер
  - 21-й северокаролинский пехотный полк: подп. Сандерс Фултон (уб.)
  - 1-й северокаролинский снайперский батальон
- Бригада Джубала Эрли
  - 13-й вирджинский пехотный полк: полк. Джеймс Уокер
  - 25-й вирджинский пехотный полк: полк. Джордж Смит (р.)
  - 31-й вирджинский пехотный полк: полк. Джон Хоффман
  - 44-й вирджинский пехотный полк:
  - 49-й вирджинский пехотный полк: полковник Уильям Смит
  - 52-й вирджинский пехотный полк:
  - 58-й вирджинский пехотный полк: полковник Самуэль Летчер
- Бригада Гарри Хайса (под ком. полк.  Генри Форно)
  - 5-й Луизианский пехотный полк: май. Брюс Менгер
  - 6-й Луизианский пехотный полк: полковник Генри Стронг
  - 7-й Луизианский пехотный полк
  - 8-й Луизианский пехотный полк: май. Треваньон Льюис
  - 14-й Луизианский пехотный полк
- Артиллерия:
  - Louisiana Guard Artillery: кап. Луис Д'Аквин
  - 1-я Мерилендская батарея: кап. Уильям Демент
  - Chesapeake Artillery: кап. Уильям Браун
  - Батарея Джонсона: кап. Джон Джонсон
  - Courtney Artillery: кап. Джозеф Латимер[англ.]
  - Staunton Artillery: лейт. Эшер Гарбер

### Кавалерия
Кавалерийская дивизия генерал-майора Джеймса Стюарта
- Бригада Беверли Робертсона
  - 2-й Вирджинский кавалерийский полк: полк. Томас Манфорд (р.)
  - 6-й Вирджинский кавалерийский полк: полк. Томас Флорной
  - 7-й Вирджинский кавалерийский полк: полк. Уильям Джонс
  - 12-й Вирджинский кавалерийский полк: полк. Эшер Харман
  - 17-й Вирджинский кавалерийский полк: полк. май. Уильям Патрик
- Бригада Фицхью Ли
  - 1-й Вирджинский кавалерийский полк: полк. Тьернан Бриен
  - 4-й Вирджинский кавалерийский полк: полк. Уильямс Уикхэм
  - 5-й Вирджинский кавалерийский полк: полк. Томас Россер
  - 9-й Вирджинский кавалерийский полк: полк. Уильям Ли
- Конная артиллерия:
  - Virginia Battery: капитан Джон Пелхам